# Passo Lemhi
O Passo Lemhi (em inglês:  Lemhi Pass) é um passo de montanha das Montanhas Beaverhead, parte das Montanhas Rochosas na fronteira entre Idaho e Montana, sobre a Divisória Continental da América do Norte.
O passo foi designado, em 15 de outubro de 1960, um local do Registro Nacional de Lugares Históricos bem como, em 9 de outubro de 1960, um Marco Histórico Nacional.

## História
O passo adquiriu importância no século XVIII, quando os ameríndios Lemhi Shoshone passaram a ter cavalos e usaram a rota de viagem entre as duas grandes partes das suas terras.  Desde a Compra da Louisiana em 1803 e até ao Tratado do Oregon em 1846, o passo marcava a fronteira ocidental dos Estados Unidos. Em 12 de agosto de 1805 Meriwether Lewis e três outros membros da Expedição de Lewis e Clark cruzaram a divisória no Passo Lemhi. Lewis encontrou uma "grande e fácil estrada ameríndia" no passo. Foi a primeira vez que homens brancos viram o que é hoje o Idaho:

We proceeded to the top of the dividing ridge from which I discovered immense ranges of high mountains still to the West of us wth their tops partially covered in snow.
No dia seguinte Lewis encontrou Cameahwait e o seu grupo de Shoshone, e regressou com eles pelo passo ao encontro de Clark. Em 26 de agosto de 1805 toda a expedição cruzou o passo.
Em finais do século XIX o passo foi regularmente usado pelos índios Blackfoot, de modo que em 1824 Alexander Ross se referiu à rota como "Blackfoot route". Nessa altura o próprio passo era conhecido como North Pass, para o distinguir do South Pass. O passo deve o seu nome atual a Fort Lemhi, fundado em 1855 por missionários mórmones que foram os primeiros não-índios a estabelecer relação continuada com os índios da região do rio Salmon.